# 진해향교 공자 위패 매안지 비석
진해향교 공자 위패 매안지 비석(鎭海鄕校 孔子 位牌 埋安地 碑石)은 대한민국 경상남도 창원시 마산합포구 진동면, 마산향교에 있는 비석이다. 2016년 10월 13일 경상남도의 문화재자료 제631호로 지정되었다.

## 개요
본 매안지 비석은 1909년 3월, 진해향교에 봉안되어 오던 공자(孔子)의 위패와 배향된 사성(四聖)의 위패와 종향(從享)된 22현(賢)의 위패를 묻어서 봉안하였음을 역사적으로 증명하는 기록물이다.
일제는 우리나라를 강점하기 위하여 1905년에 늑약을 체결하여 재정과 외교의 실권을 박탈함으로써 실질적으로 우리나라를 식민지배하기 시작하였고, 1908년에 당시의 웅천군과 당시의 진해군 일대를 창원부에 병합시켰다. 그리고 1910년에 지금의 진해구 지역에 군사항만 시설 공사를 시작하였고, 1912년에는 이 지역을 진해면으로 편제하였다.
새로운 진해를 만들기 위해서는 예전의 진해라는 이름을 가진 공식 고을이 없어야 하는데, 진해향교를 그대로 두면 그 자체로 진해라는 고을이 있었다는 확증이 되므로, 이를 없애지 않을 수 없었던 것이다.
따라서, 이 매안지 비석의 의미는 옛 진해향교에 모셔져 있던 공자 위패를 묻었다는 곳을 알려주는 비석임을 벗어나 일제강점기 진해(현재의 진동면)라는 예전의 고을을 역사 속에서 사라진 매우 중요한 과정을 알려주는 증거라 할 수 있다.
이 매안지 비석은 이러한 역사적 사실을 증명하고 있으므로, 비록 오래된 비석은 아니나 역사적 의의를 감안하여 경상남도 문화재자료로 지정한다.

## 참고 자료
- 진해향교 공자 위패 매안지 비석 - 국가유산청 국가유산포털